# بول كورير
بول كورير (بالإنجليزية: Paul Korir) هو عداء مسافات متوسطة كيني. مثل بلاده في ألعاب عموم أفريقيا في 2003 وأحرز الذهبية، كما شارك في بطولة العالم لألعاب القوى داخل الصالات وحقق الذهبية سنة 2004. وحقق الذهبية أيضا في نهائي ألعاب القوى العالمي 2003.

## الميداليات
| الميدالية | المسابقة                                    |
| --------- | ------------------------------------------- |
| ذهبية     | ألعاب عموم أفريقيا 2003                     |
| ذهبية     | بطولة العالم لألعاب القوى داخل الصالات 2004 |

## روابط خارجية
- بول كورير على موقع الاتحاد الدولي لألعاب القوى (الإنجليزية)